# Гильом I де ла Рош
Гильом I де Ла Рош (фр. Guillaume de la Roche; ? — 1287) — герцог Афин в 1280—1287 годах. Стал первым официальным «герцогом»; его предшественники именовались баронами.

## Биография
Гильом был младшим сыном герцога Ги I и Агнессы де Брюер. В 1263 году, после смерти отца, получил в управление Ливадию. Наследовал в 1280 году бездетному брату Жану I. Гильом был женат на дочери князя Фессалии Иоанна I Елене Ангелине Комниной, с которым герцоги находились в военном союзе. В качестве приданного получил Гравия, Сидерокастрон, Гардики и Зейтуни.
Гильом был самым могущественным франкским государем в Греции. Его правление было успешным и сравнительно мирным. Он расширил свои владения за счет городов Ламии и Гардики. После вступления на престол смиренно признал себя вассалом короля Карла I Анжуйского. Тот ценил его, и называл его «своим любезным рыцарем и верным слугой».
В 1285 году неаполитанский король и ахейский князь Карл II Хромой попал в плен к арагонскому королю. Регент Неаполя, граф Роберт II д’Артуа предложил Гильому де Ла Рош-сюр-Йон должность судебного пристава и викария ахейского княжества. Герцог успешно оборонял вверенную ему территорию, и построил крепость Диматру для защиты от византийцев. К счастью, после смерти императора Михаила VIII его сын Андроник II не слишком стремился вести войны с государями латинской Греции. Гильом II заключил военный союз с Неаполем против Византии, но из-за пленения короля Карла II совместный их поход на Константинополь так и не состоялся.
В марте 1286 года Гильом выступал как главный судья по вопросу об избрании нового маркиза Бодоницы после смерти маркизы Изабеллы Паллавиччини. Высказался против передачи владения вдовцу Изабеллы, Антуану Ле Фламенку и настоял на избрании кузена Изабеллы, Томмазо Паллавиччини.
Вскоре после этого Гильом I скончался ещё молодым человеком, передав престол своему несовершеннолетнему единственному сыну Ги II.